# Ilona Usovich
Ilona Usovich (Bielorrusia, 14 de noviembre de 1982) es una atleta bielorrusa especializada en la prueba de 4x400 m, en la que ha logrado ser subcampeona europea en 2006.

## Carrera deportiva
En el Campeonato Europeo de Atletismo de 2006 ganó la medalla de plata en los relevos 4x400 m, con un tiempo de 3:27.69 segundos, llegando a meta tras Rusia y por delante de Polonia, siendo sus compañeras de equipo: Yulyana Zhalniaruk, Sviatlana Usovich y Anna Kozak.